# Histoire naturelle et morale des Indes

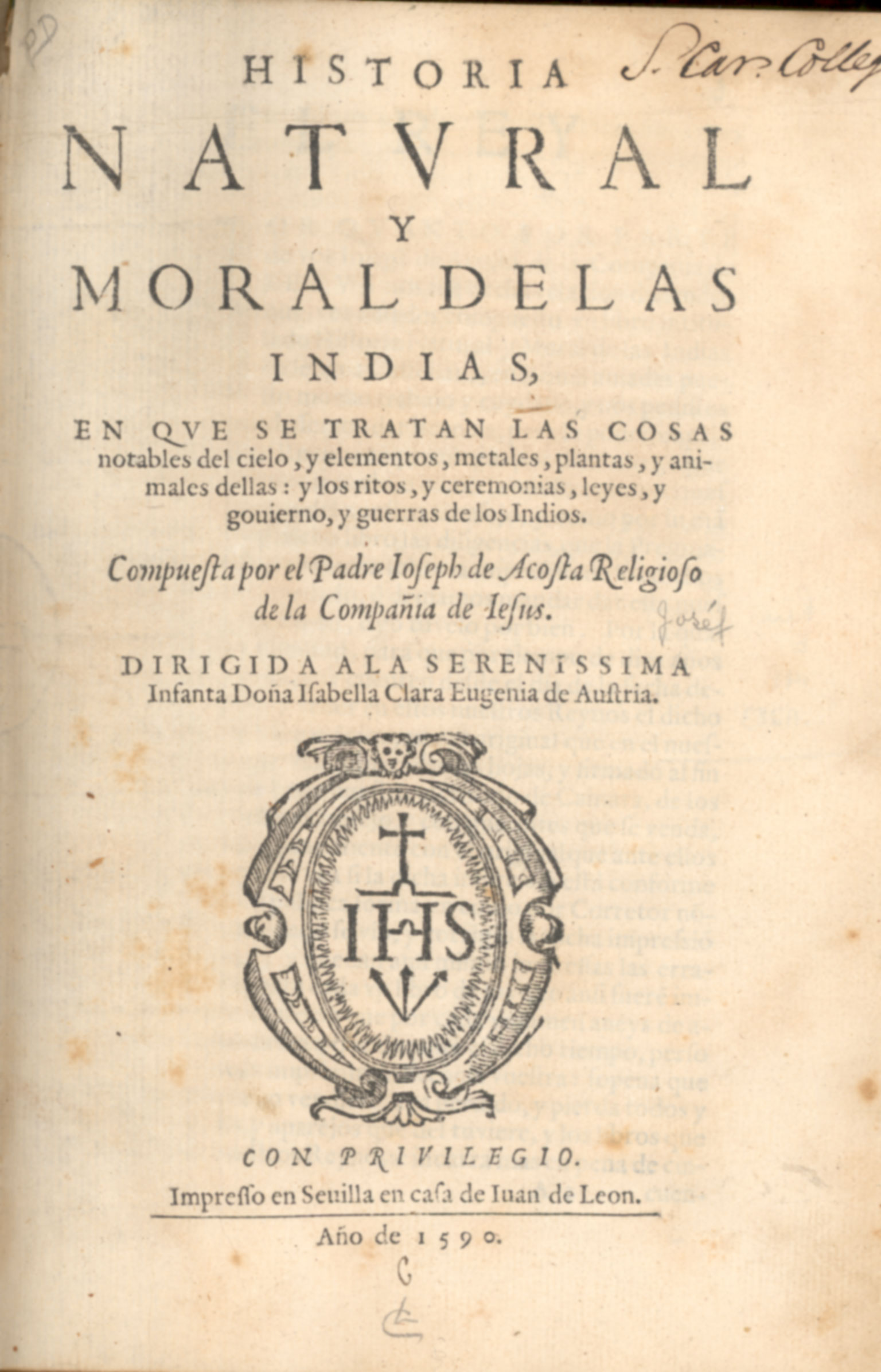
Page de titre de la première édition (Séville, 1590)

L’Histoire naturelle et morale des Indes  (traduction française de Historia natural y moral de las Indias) est un ouvrage important du jésuite José de Acosta qui était une somme encyclopédique de tout ce que l’on connaissait sur les ‘Amérindiens’ - particulièrement du Pérou et du Mexique -, à la fin du XVIe siècle, aussi bien les faits naturels que culturels, sociaux, politiques et religieux.
Publié pour la première fois à Séville (Espagne) en 1590 il eut, dans les vingt années qui suivirent quatre nouvelles éditions en espagnol, trois en latin, deux en néerlandais, en français et en allemand et une édition en langue anglaise. Le livre doit son succès au fait qu’il est la première description réaliste et détaillée de ce qu’est exactement ce que l’on appelait le ‘Nouveau monde’.

## Description
Tirant beaucoup d'informations des œuvres de Juan de Tovar, un jésuite indigène de Nouvelle-Espagne, Acosta fait part de ses observations sur les faits naturels, tels que le ciel, les vents, plantes, rivières, minéraux et animaux, comme sur les aspects sociopolitiques de la vie des peuples rencontrés, principalement les Incas du Pérou et les Aztèques du Mexique: coutumes, système familial, pratiques agricoles, gouvernement et lois, sans négliger le religieux- ses rites et cérémonies - et le philosophique.
José de Acosta lui-même vécut de nombreuses années (à partir de 1570) au Pérou qu’il visita de manière extensive, et au Mexique (Nouvelle-Espagne) (à partir de 1586). Ce qui lui permet d’avoir un point de vue plus large que ses prédécesseurs, Gómara et Oviedo. Ainsi, plus d'un siècle avant que d’autres Européens eussent connaissance d’un ‘Détroit de Béring’, Acosta émit l'hypothèse que les populations indigènes de l'Amérique latine étaient originaires d’Asie.
De manière générale Acosta s’exprime avec sympathie à propos des populations indigènes. Ne se limitant pas à un travail d’observation il se préoccupe de leur bien-être et salut religieux. Parmi ses nombreux écrits un autre eut également une grande influence. Ce fut le De procuranda Indorum salute  de 1589.

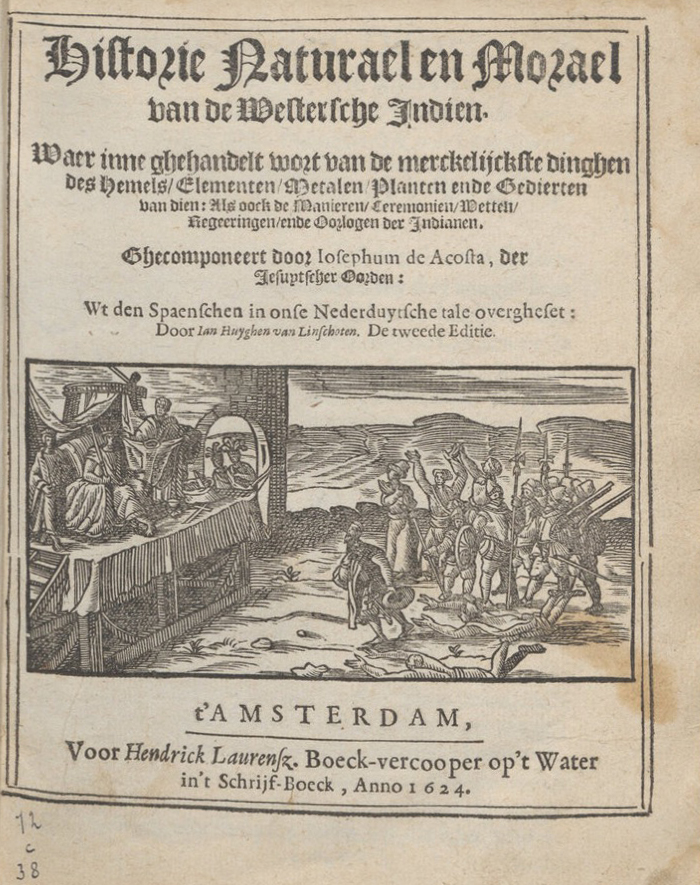
Traduction en néerlandais (2e édition) (1624)

## Traductions
Le livre, écrit en castillan et publié à Séville en 1590, est traduit en français par Robert Regnault (religieux minime) et publié en 1598 sous le titre légèrement modifié de ‘Histoire naturelle et morale des Indes tant orientales qu’occidentales’. En anglais (1604), par Edward Grimeston, en néerlandais par Jan Huygen van Linschoten et en allemand par Gobertus(?).